# Mammillaria haageana
Mammillaria haageana (укр. Мамілярія хаагеана, Мамілярія Хааге) —сукулентна рослина з роду мамілярія (Mammillaria) родини кактусових (Cactaceae).

## Етимологія

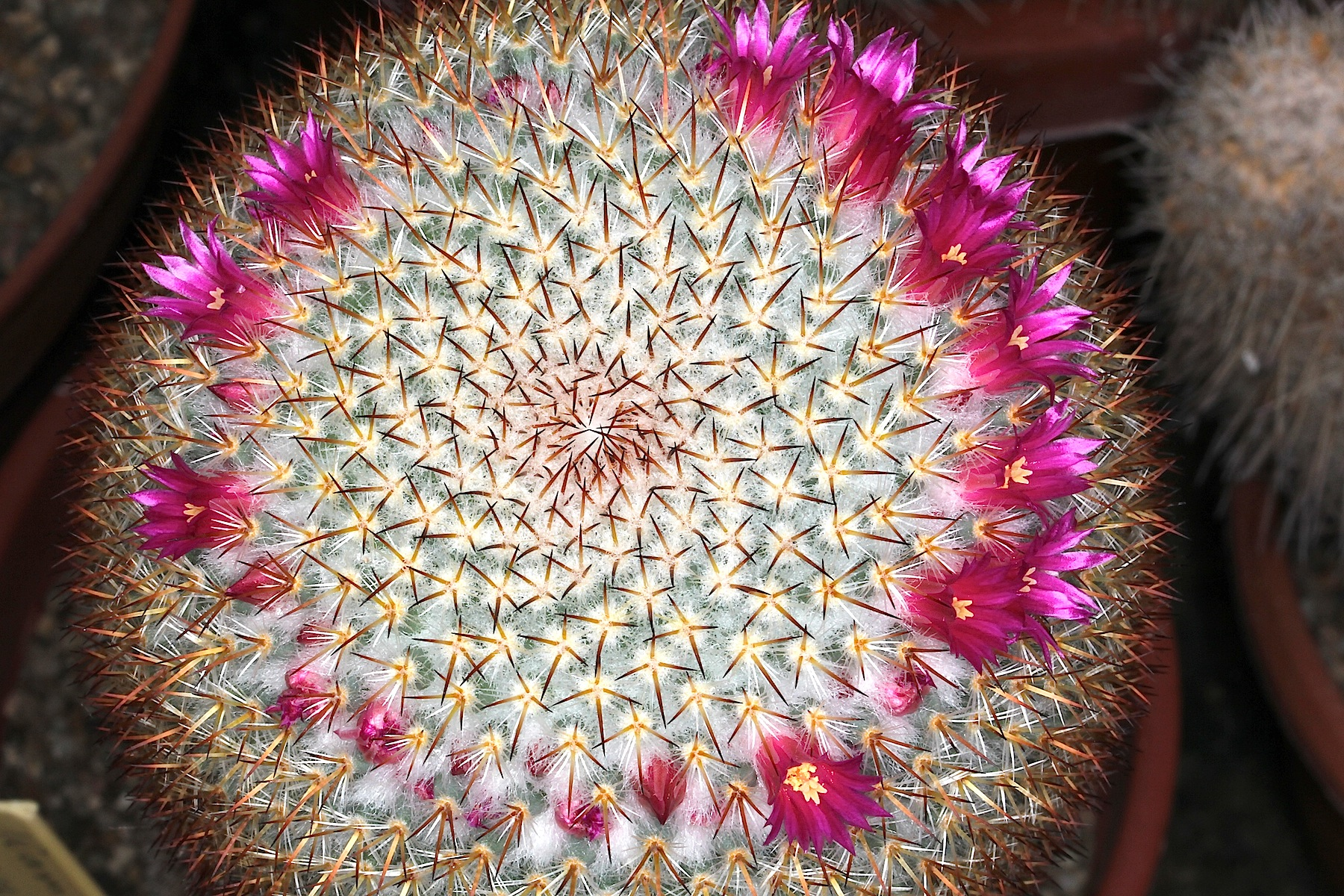
Квітуча Mammillaria haageana

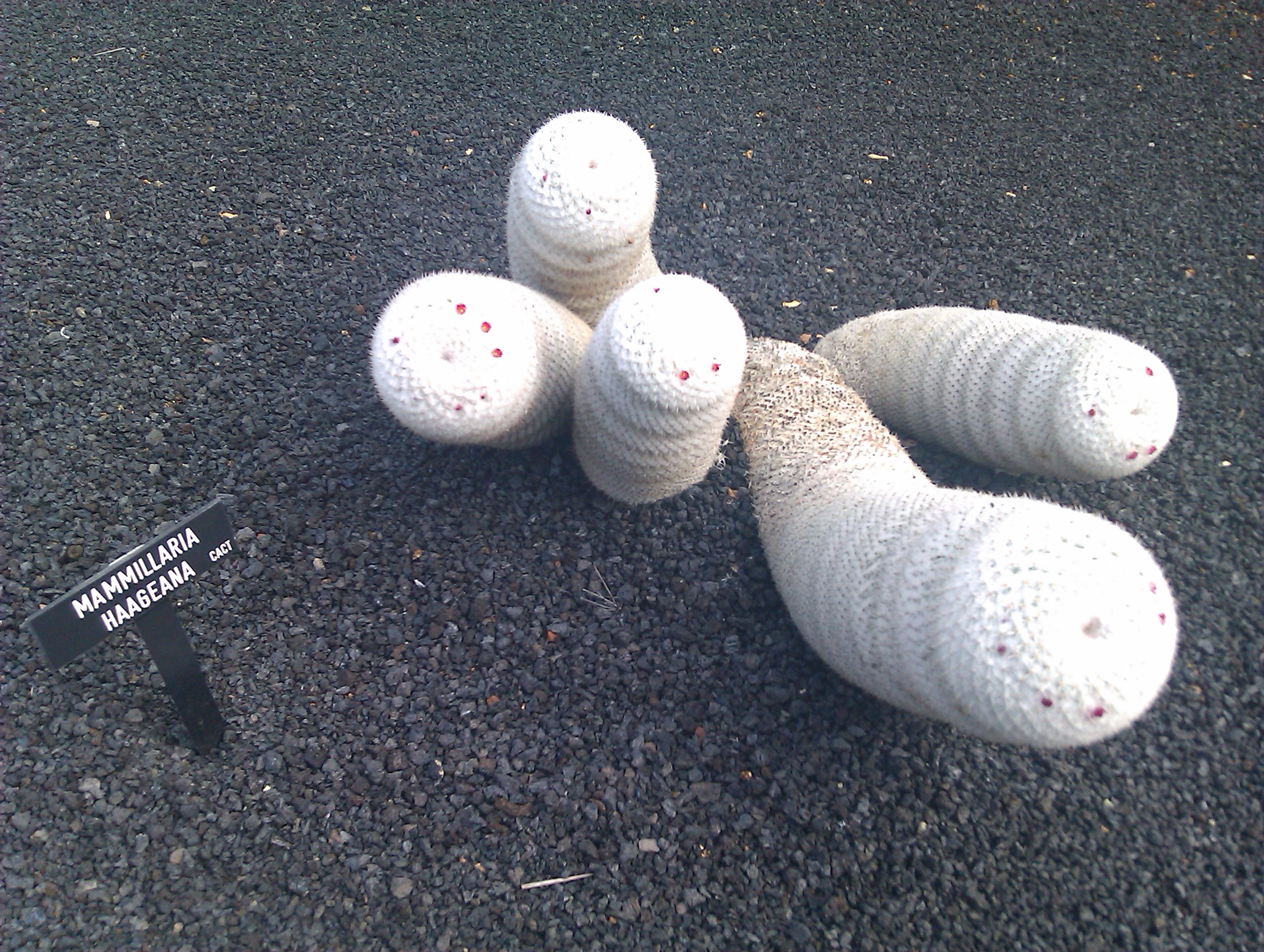
Mammillaria haageana в Саду кактусів (Jardín de Cactus), Лансароте, Канарські острови, Іспанія

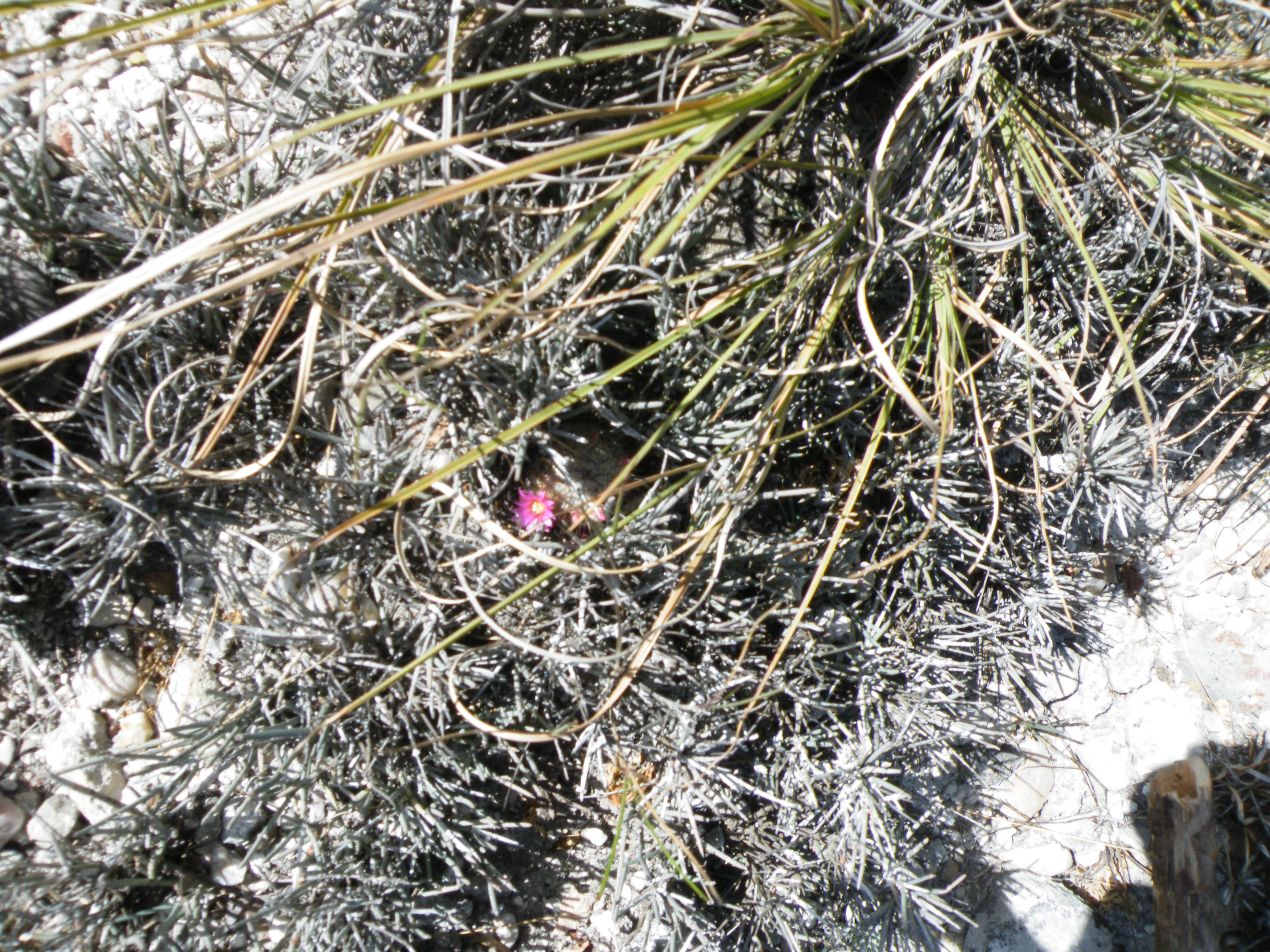
Mammillaria haageana у природних умовах у штаті Пуебла

Видова назва носить ім'я Фрідріха Адольфа Хааге (нім. Friedrich Adolf Haage) (1796—1866) — садівника, колекціонера, власника найбільшої на той час колекції кактусів в Європі, що особливо прославився як колекціонер кактусів в період з закінчення війни з Наполеоном і до 1848 р., власника всесвітньо відомої фірми «Kakteen Haage», заснованої ним в 1822 році в Ерфурті і функціонуючої до теперішнього часу.

## Морфологічний опис
Рослини зазвичай одиночні, іноді з віком формують кластери.

Стебло кулясте, до 15 см заввишки і 4-11 см в діаметрі, в культурі стає коротко-колоновидним.

Епідерміс — матово-зелений.

Маміли повні, маленькі, в основі чотирьохгранні, без молочного соку.

Аксили — з невеликою кількістю пуху.

Центральних колючок — 1-4, зазвичай 2, тонкі, чорні до червонуватих, прямі до трохи зігнутих, завдовжки 6-10 мм.

Радіальних колючок — 18-30, гладкі, рівні, білі, розходяться променями, щетинисті, завдовжки 3-6 мм.

Квіти — темно-багрянисто-рожеві до рожево-червоних і рожево-кармінових, приблизно до 10 мм завдовжки і в діаметрі.

Плоди — червоні.

Насіння — коричневе.

## Ареал
Mammillaria haageana є ендемічною рослиною Мексики. Ареал зростання охоплює штати Герреро, Мехіко, Морелос, Оахака, Пуебла, Тлакскала, Веракрус і Федеральний округ Мексики.

## Екологія
Діапазон висот, де цей вид зустрічається широкий, тому він росте серед багатьох різних типів рослинності, таких як листяні тропічні ліси, ксерофільний скреб, дубові ліси, вторинні ліси, ялівцеві ліси, соснові ліси, на застиглих потоках лави.

## Охоронні заходи
Mammillaria haageana входить до Червоного списку Міжнародного союзу охорони природи видів, з найменшим ризиком (LC). Вид широко поширений, часто його можна знайти в численних природоохоронних територіях. Проте, субпопуляції поблизу населених пунктів схильні до ризику локального зникнення в результаті незаконного збору для колекцій і руйнування місця існування.
Охороняється Конвенцією про міжнародну торгівлю видами дикої фауни і флори, що перебувають під загрозою зникнення (CITES).

## Використання
Цей вид використовується як декоративна рослина. Він широко культивується в Мексиці та інших країнах. У Мексиці, він популярний під час Різдва для використання у вертепах і як прикраса столу.

## Підвиди

### Mammillaria haageana subsp. haageana

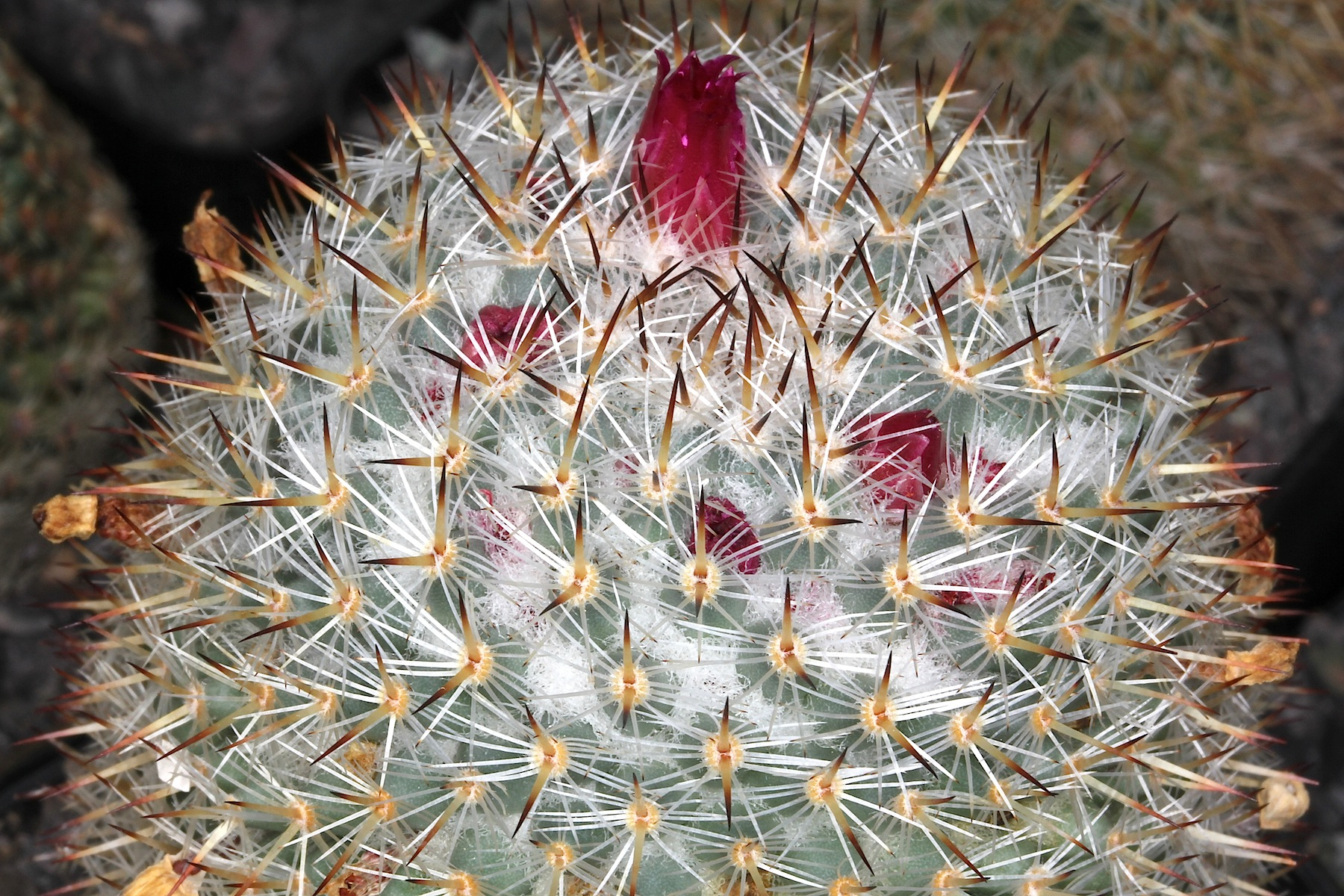
Mammillaria haageana subsp. acultzingensis

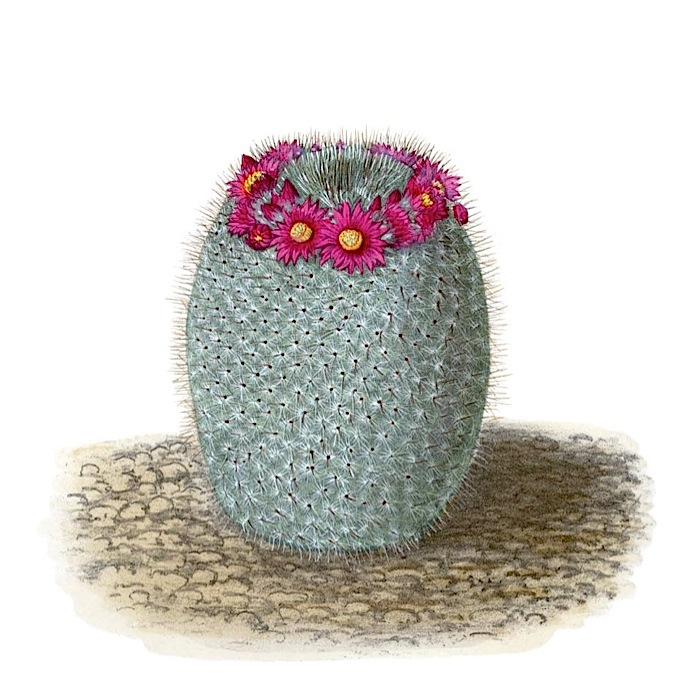
Ілюстрація Mammillaria haageana subsp. elegans (під назвою Mammillaria elegans) у виданні 1904 року К. Шумана, М. Гюрке і Ф. Фаупеля «Blühende Kakteen» («Квітучі кактуси»)

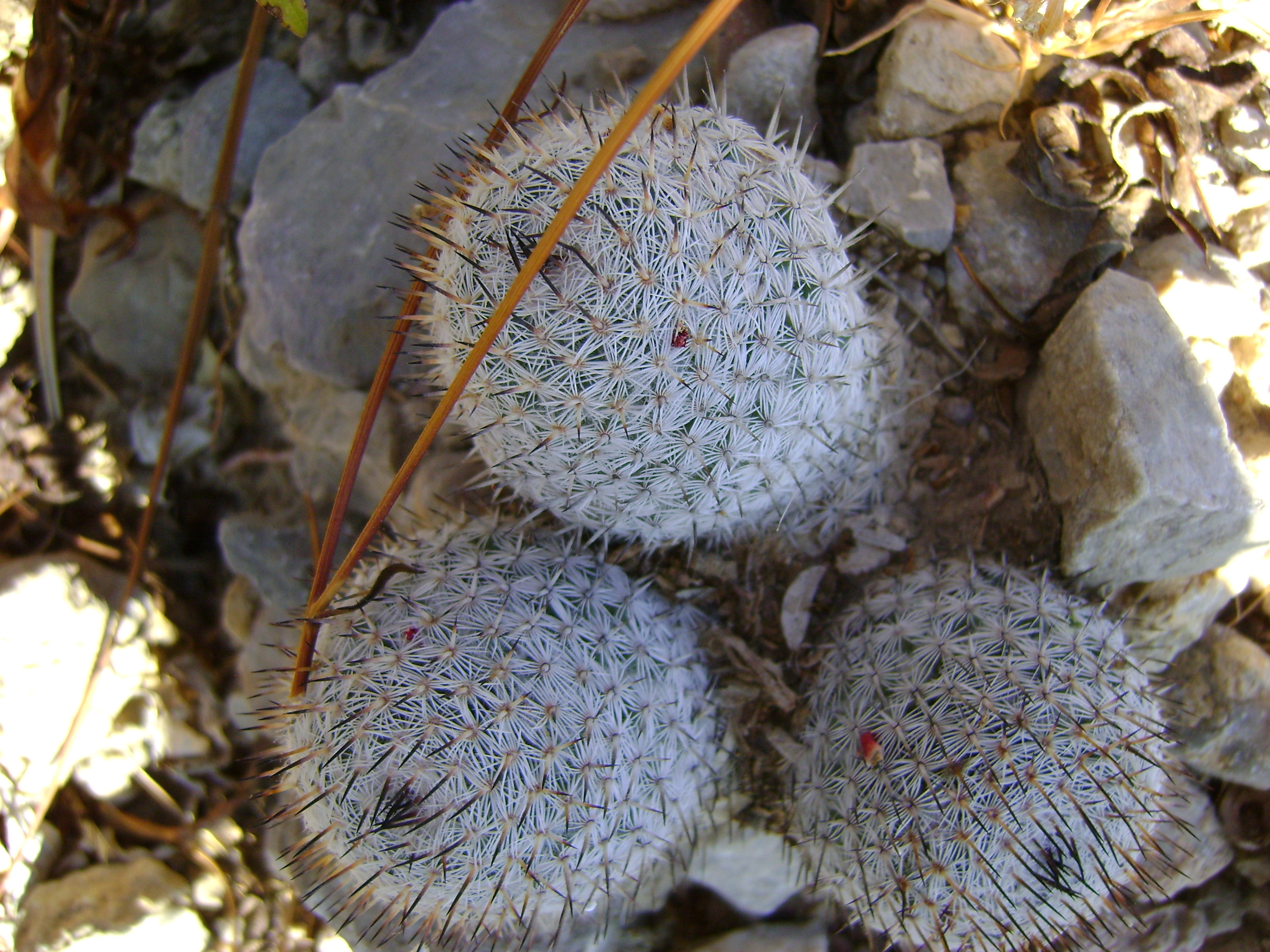
Mammillaria haageana subsp. schmollii

Рослина іноді формує кластери.

Стебло — 5-10 см в діаметрі.

Квіти — темно-бузково-рожеві до блідо-рожевих, в діаметрі до 15 мм.

Ареал зростання — Мексика (Пуебла, Федеральний округ Мексики, Веракрус, Морелос, Оахака).

### Mammillaria haageana subsp. acultzingensis
Рослина одиночна.

Стебло менше ніж 10 см в діаметрі.

Квіти — темно-червоні, до 22 мм в діаметрі.

Ареал зростання — Мексика (Акульцинго, штат Веракрус).

### Mammillaria haageana subsp. conspicua
Рослина має тенденцію до одиночного зростання.

Стебло — 10-11 см в діаметрі.

Ареал зростання — Мексика (Пуебла, Морелос, Оахака).

### Mammillaria haageana subsp. elegans
Рослина одиночна.

Стебло — 5-8 см в діаметрі.

Квіти — рожево-червоні.

Ареал зростання — Мексика (мешкає на відкритих, трав'янистих областях у штаті Пуебла).

### Mammillaria haageana subsp. san-angelensis
Рослина зазвичай одиночна.

Стебло — 4-7 см в діаметрі.

Квіти — рожеві до карміново-червоних.

Ареал зростання — Мексика (в долині у штаті Мехіко).

### Mammillaria haageana subsp. schmollii
Стебло вузьке.

Колючки — від червонувато-коричневого до чорного відтінку.

Ареал зростання — Мексика (поблизу Мітії, штат Оахака).